# 黑暗精灵
黑暗精靈，在許多神話和奇幻設定裡是指邪惡的反派精靈族，通常和其他精靈爭鬥。

## 神話中

### 北歐神話
北歐神話中第一位巨人是伊米爾（Ymir），他的後裔是霜巨人族。但是神族和巨人族互相看不對眼，主神奧丁與兄弟聯手殺死了伊米爾，然後用伊米爾的屍體創造了世界，而傳說中，屍體上的蛆便被神賦予人形，就是精靈（北歐語為「Alfar」）…向光面的蛆變為光精靈，與甘露、陽光與大地果實之神佛瑞（Frey）住在亞爾夫海姆（Alfheim）。陰暗面的蛆則變成黑暗精靈，(Svartalfr)或者黑精靈(Dokkalfr)，住在斯瓦塔爾法海姆（Svartalfheim），在塵世（或稱人間）以下的地方生存。北歐的黑暗精靈(Svartalfr)和北歐矮人差別不大，然而未知上述兩種精靈是否是同一種。

## 奇幻文學作品

### 魔戒
在之前的奇幻文學作品可以看到部分黑暗精灵的影子。如托爾金作品魔戒的中土世界，在中土甦醒的精靈中有一支未到维林诺(Valinor)的支系，他們被稱為亞維瑞，就是俗稱的黑暗精靈，詳見精靈族群分裂。
亞維瑞（Avari）是指那些拒絕接受歐羅米召集前往阿門洲的精靈，亞維瑞意思是「不願意的」（The Unwilling）。約半數的亞維瑞來自精靈數目最龐大的尼爾雅，其餘的亞維瑞則原是塔特雅的精靈。亞維瑞、南多族（精靈語：Nandor）及辛達族（精靈語：Sindar）合稱為黑暗精靈（精靈語：Moriquendi），因為他們沒有看到雙聖樹（Two Trees）之光。第四紀元初，所有艾爾達（Eldar）離開中土大陸，但大部分的亞維瑞依然留在中土大陸。
之後在中土滅亡，也有一說是被米爾寇改造成半獸人（Orc）。
Michel Moorcock的Elric Saga中，主角Elric of Melniboné出身的Melnibonéans一族對於私慾和折磨的酷愛與卓爾的設定有一定類似。
但與現行的黑暗精靈有些不同，這些精靈並不邪惡也不居住於地底。

### 龍與地下城
- 龍槍中黯精灵不是一支種族,而是因邪惡被放逐的精靈。
- 被遺忘的國度中的卓爾精靈也叫做黑暗精灵，卓尔精灵被设定为一种优雅而残酷的生物。卓尔精灵是在魔法诅咒和长时间无光、放射线强烈的幽暗地域中演化出来的精灵亚种，他们是從精靈族裡分化出來的新種，有自己的獨特的語言文化及信仰。

### 羅德斯島戰記.SWORD WORLD.水晶国系列
也被翻譯為「黑妖精」，是在諸神大戰中投入邪神陣營的精靈族及其後裔。肌肤是褐色的，就本质来说并不是多邪恶的种族。上古时代曾经建立巨大的帝国，在古代王国兴起后被毁灭。黑妖精之间的羁绊相当强烈，和龙与地下城擅长背叛和内斗的卓尔精灵不同，黑妖精从不会抛弃伙伴，对认定为伙伴的其他种族也有着强烈的忠诚心和同伴意识，在爱情上也相当专一。和妖精不同的是，黑妖精有成为黑暗牧师的可能。
在水晶国系列中出现了能力堪比邪神的黑妖精。在“SWORD WORLD REPLAY 萨拉的冒险系列”中，出现了妖精父亲与黑妖精母亲相爱结婚诞生的角色，这个角色的母亲也在同作中登场，相当有魅力，完全和邪恶扯不上关系。
同样，在新罗德斯岛战记的结局，码莫的黑妖精也选择了作为码莫王国的国民，与妖精、矮人和人类共同生活的道路。

## 角色扮演遊戲中的黑暗精靈

### 無盡的任務
黑暗精靈是善良精靈們的天敵，不過他們的心智能力可是與那些遠親們一樣地優異。雖然乍看之下柔弱易欺，但是他們的眼中流露出的邪惡光芒卻常使人們不寒而慄。黑暗精靈的膚色從深藍到黑都有，頭髮則多半是白色，鮮少有變化。他們的普遍身高約在五呎左右。
因諾魯克（仇恨之神）創造了這個扭曲的種族，仇恨在他們血管裡面流動，驅動著他們邪惡的心靈。黑暗精靈痛恨世上所有的一切，包括他們自己以及他們的創造者也不例外。
黑暗精靈視所有其他種族為下等生物，都只不過是為了達成他們邪惡目標的傀儡罷了。絕大多數的種族都十分害怕黑暗精靈。黑暗精靈們一直地試圖破壞其它的精靈世界，不管是滲透、徹底摧毀，或是奴役他們，都是黑暗精靈汲汲努力的目標。相較之下，低等而愚蠢的巨魔與洞穴巨人，作為征服其它種族的工具而言尚有可取之處，因此仍在勉強接受的盟友名單中。

### 天堂（Lineage）系列
黑暗精靈是追隨最初的水之神，也就是現在的死神席琳的種族。原本是精靈種族中的一支，在精靈與人類之間的這場戰爭失敗後，為了獲得重新戰勝人類的力量，他們在修練格蘭肯的黑暗魔法過程中，踏入了魔道。外形與精靈大體相似，但是比一般精靈的身型高，有著褐色的皮膚和銀色的頭髮。黑暗精靈為精靈中的褐色精靈一族中所分化出來，曾與白精靈進行過戰爭，後來遭到白精靈的詛咒使他們的森林開始腐爛，不能見天，皮膚變黑，頭髮變白。
天堂二中的黑暗精靈膚色為藍灰色，不同於天堂中的古銅色。

## 其它
- 小說「帶著智慧型手機闖蕩異世界」當中，精靈和黑暗精靈間的感情並未糟糕到互相憎恨的程度。